# État d'Alep
1920–1924
Entités précédentes :
- Territoires ennemis occupés

Entités suivantes :
- État de Syrie

L'État d'Alep est l'un des six États créés par les Français dans le mandat français en Syrie (avec le Grand Liban).

## Histoire
Il est formé en 1920 par le haut-commissaire de France au Levant Henri Gouraud et disparaît en 1925 au profit d'un unique État syrien.